# JR東日本青森商業開発

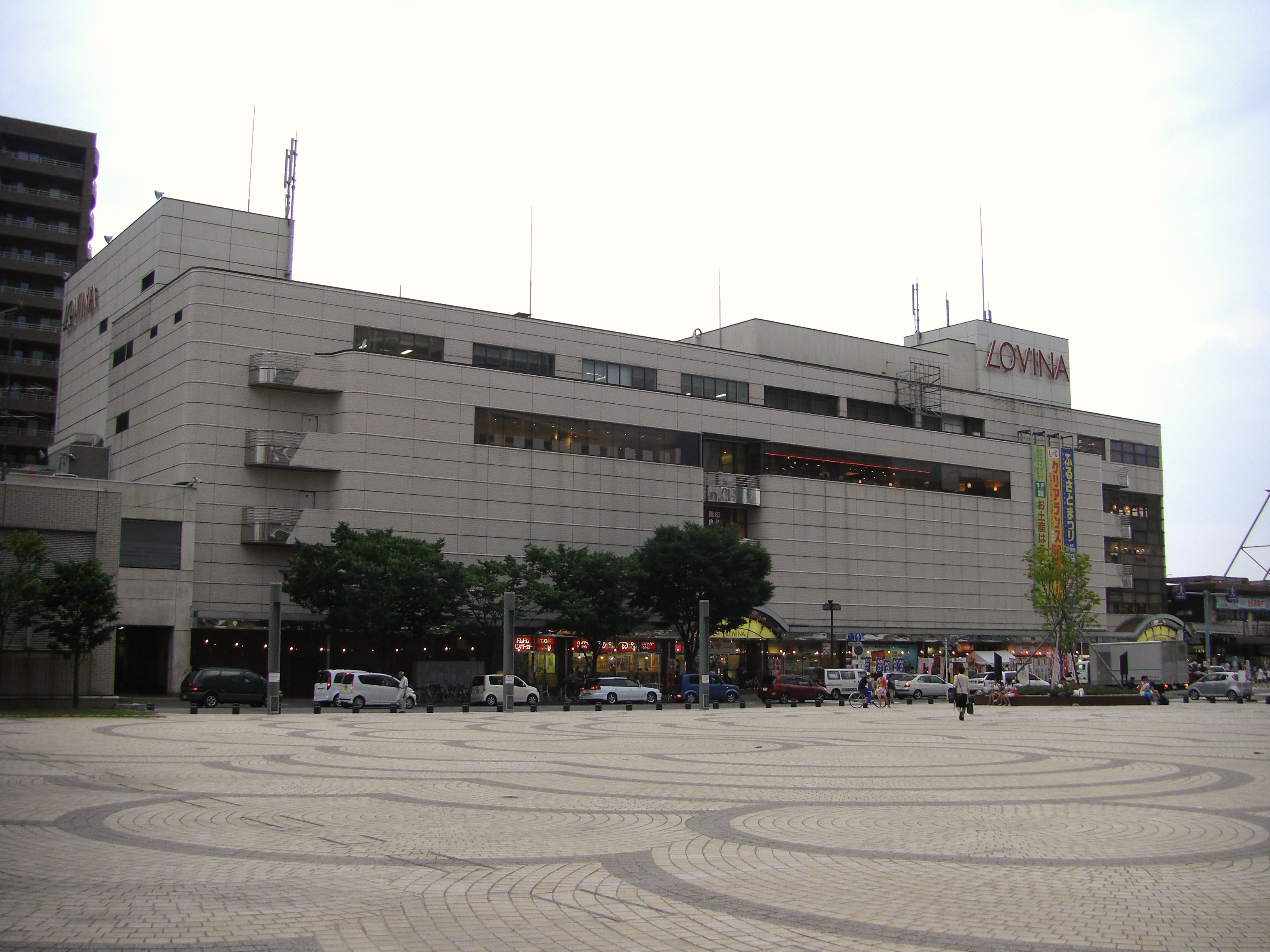
JR青森駅東口ビル開業前のラビナ

株式会社JR東日本青森商業開発（ジェイアールひがしにほんあおもりしょうぎょうかいはつ）は、青森県青森市に本社を置く、東日本旅客鉄道（JR東日本）の連結子会社。
青森県の津軽地方で商業施設の運営などを行う。北東北の駅ビル事業者3社中、純利益1位を5年連続で達成している。
コーポレートスローガンは「青森の旅はここから。青森の旅はここまで。」

## 概要
JR東日本の「地域再発見プロジェクト」および東北新幹線新青森駅開業に伴う青森駅の活性化を目的として、「青森ウォーターフロント」に青森県産りんごを各種飲料に加工する「工房」および青森県産の多様な食材が楽しめる「市場」、総称「A-FACTORY」の運営を行うために2010年5月27日付で設立された。
2011年4月1日付で、弘前ステーションビル株式会社を吸収合併すると共に、盛岡ターミナルビル株式会社より吸収分割を受け、青森・弘前地区におけるJR東日本グループの商業施設を一体的に運営する企業となった。
北東北では最も後発の駅ビル事業者であるが、地元客のニーズを考えた商業施設のテナントリーシングに加え、青森ならではのPB商品の開発や地元企業との連携といった、地元・青森に根差した地道な経営努力の結果、運営施設の売り上げが好調に推移。その結果、北東北のJR駅ビル事業者3社（JR東日本青森商業開発、盛岡ターミナルビル、秋田ステーションビル）の中で、2020年度以降、純利益1位を5年連続で達成している。

## 運営店舗
- 青森ウォーターフロント内「A-FACTORY」
- 青森駅ビル「ラビナ、アンドラビナ」
- 新青森駅ビル「あおもり旬味館」
- 弘前駅ビル「アプリーズ」
- 弘前地区構内店舗

## 沿革
- 2010年（平成22年）
  - 5月27日 - 会社設立。
  - 12月4日 - 「A-FACTORY」開業。
- 2011年（平成23年）4月1日 - 弘前ステーションビル株式会社を吸収合併するとともに、盛岡ターミナルビル株式会社より吸収分割を受け、「アプリーズ」・弘前地区構内店舗・「ラビナ」・「あおもり旬味館」の運営を継承[5]。
- 2024年（令和6年）4月26日 - 青森駅旧駅舎跡（「ラビナ」隣接地）に建設された、JR青森駅東口ビルの1階から3階に商業施設「&LOVINA（アンドラビナ）」をオープン[6]。